# Anthony Gardiner
Anthony William Gardiner (ur. 3 lutego 1820 w Wirginii w USA, zm. 12 lutego 1885) – prezydent Liberii od 7 stycznia 1878 do 20 stycznia 1883.